# Stara Moravica
Stara Moravica (húngaro: Bácskossuthfalva o Kossuthfalva, antiguamente Ómoravica; serbocroata cirílico: Стара Моравица; alemán: Alt-Morawitza) es un pueblo de Serbia perteneciente al municipio de Bačka Topola del distrito de Bačka del Norte de la provincia autónoma de Voivodina.
En 2011 su población era de 5051 habitantes. La mayoría de los habitantes son magiares (4130 habitantes), con una pequeña minoría de serbios (306 habitantes).
Aunque se ubica sobre restos de asentamientos despoblados anteriores, la actual localidad fue fundada en 1786 por unas trescientas familias procedentes del actual condado de Jász-Nagykun-Szolnok. Sus primeros habitantes fueron calvinistas, aunque más tarde se incorporaron católicos y judíos.
Se ubica unos 15 km al noroeste de la capital municipal Bačka Topola, sobre la carretera 105 que lleva a Bácsalmás.

## Clima
| Parámetros climáticos promedio de Stara Moravica | Parámetros climáticos promedio de Stara Moravica | Parámetros climáticos promedio de Stara Moravica | Parámetros climáticos promedio de Stara Moravica | Parámetros climáticos promedio de Stara Moravica | Parámetros climáticos promedio de Stara Moravica | Parámetros climáticos promedio de Stara Moravica | Parámetros climáticos promedio de Stara Moravica | Parámetros climáticos promedio de Stara Moravica | Parámetros climáticos promedio de Stara Moravica | Parámetros climáticos promedio de Stara Moravica | Parámetros climáticos promedio de Stara Moravica | Parámetros climáticos promedio de Stara Moravica | Parámetros climáticos promedio de Stara Moravica |
| Mes                                              | Ene.                                             | Feb.                                             | Mar.                                             | Abr.                                             | May.                                             | Jun.                                             | Jul.                                             | Ago.                                             | Sep.                                             | Oct.                                             | Nov.                                             | Dic.                                             | Anual                                            |
| ------------------------------------------------ | ------------------------------------------------ | ------------------------------------------------ | ------------------------------------------------ | ------------------------------------------------ | ------------------------------------------------ | ------------------------------------------------ | ------------------------------------------------ | ------------------------------------------------ | ------------------------------------------------ | ------------------------------------------------ | ------------------------------------------------ | ------------------------------------------------ | ------------------------------------------------ |
| Temp. máx. media (°C)                            | 2                                                | 4                                                | 11                                               | 16                                               | 21                                               | 24                                               | 26                                               | 26                                               | 23                                               | 16                                               | 8                                                | 3                                                | 15                                               |
| Temp. mín. media (°C)                            | -3                                               | -2                                               | 2                                                | 6                                                | 11                                               | 14                                               | 16                                               | 16                                               | 12                                               | 7                                                | 2                                                | -2                                               | 6.6                                              |
| Precipitación total (mm)                         | 28                                               | 28                                               | 28                                               | 41                                               | 53                                               | 69                                               | 53                                               | 50                                               | 38                                               | 33                                               | 43                                               | 41                                               | 505                                              |
| Fuente:                                          |                                                  |                                                  |                                                  |                                                  |                                                  |                                                  |                                                  |                                                  |                                                  |                                                  |                                                  |                                                  |                                                  |